# Витань
Вита́нь —  село Івано-Франківського району Івано-Франківської області. Входить до складу Букачівської селищної громади.
У 1939 році в селі проживало 220 мешканців (195 українців, 5 поляків, 20 латинників).
На 2021 рік в селі залишилося 5 мешканців.